# 弗雷澤冰川
77°5′S 161°25′E / 77.083°S 161.417°E
弗雷澤冰川（英語：Frazier Glacier），是南極洲的冰川，位於維多利亞地的斯科特海岸，處於克萊爾山脈和迪圖爾冰原島峰之間，最終在佩格托普山以東注入麥基冰川，現時由南極條約體系管理。